# Michael Sachs (Theologe)
Michael Sachs (* 29. September 1542 in Mehringen; † 1618 in Wechmar) war ein evangelischer Pfarrer in Wechmar im Landkreis Gotha in Thüringen. Er ist Autor einer großen Anzahl Schriften und war ein Kämpfer gegen die Gegenreformation. 

## Leben
Michael Sachs war der Sohn von Celiax und Ursula Sachs. Über seine Ausbildung ist kaum etwas bekannt; nur soviel, dass er in jungen Jahren in Erfurt studiert habe, da er von dort aus mit 19 Jahren (1561) in Remda als Kantor angestellt wurde. Ein Jahr darauf wurde er Stadtschreiber in Egeln bei Magdeburg. 1563 kehrte er als Schuldiener nach Remda zurück, wo er 1565 für das Predigtamt bestellt wurde. 1569 kam er als Hof- und Schlossprediger nach Gräfentonna, danach in gleicher Funktion nach Ohrdruf und schließlich nach Wechmar.
In jüngster Zeit berichtet über Michael Sachs’ Leben und Schriften der Journalist, Musiker und Autor Volker Hagedorn. In dessen Buch zeigt sich, dass mehrere Wechmarer Vorfahren von Johann Sebastian Bach mit Michael Sachs zu tun hatten, der dort von 1593 bis zu seinem Tod 1618 als „Pfarrherr“ und „einer der eloquentesten und radikalsten Lutheraner ihrer Zeit“ lebte und predigte. Sachs war 1604 der Pfarrer bei der Hochzeit von Johannes Bach und taufte dessen Kinder Johann Bach, Christoph Bach und Heinrich Bach.

## Schriften
Michael Sachs veröffentlichte über 70 Schriften meist religiösen Bezugs.
Besonderen Erfolg hatte sein Buch Christlicher Zeitvertreiber oder Retzelbuch, darinnen die aller lustigsten Fragen vnd Antwort verfasset sind. Von Gott, von der Schöpffung, von Engeln, Teuffeln, Menschen, vnd von allerley Creaturen vnd Erdgewächsen, das 1593 (Teil I) und 1600 (Teil II) erstmals und bis zum Jahr 1620 in 35 Auflagen erschienen ist.